# 槍戸山
槍戸山（やりどやま）は、徳島県那賀郡那賀町にある山である。標高1,820m。

## 地理
旧木沢村の西端にあり、一ノ森の南方1Kmのピークをなす。「阿波志」には鎗渡山と書かれているが、現在では槍戸という名が一般的で、槍戸川や槍戸峡もある。
次郎笈から眺めると一ノ森と連続した山並みで独立した山には見えない。登山道は一ノ森から約1時間である。付近一帯はツキノワグマの生息地である。